# Radivoj Franciscus Mikuš
Radivoj Franciscus Mikuš [rádivoj francískus míkuš], slovenski romanist in jezikoslovec, * 30. september 1906, Kobarid, 4. avgust 1983, Ljubljana.
Bil je prvi strukturalistični jezikoslovec slovenskega rodu.

## Življenje
Kmalu po rojstvu se je družina preselila v Gorico, kjer so zgradili hišo na Livadi, v kateri so imeli tudi trgovino z mešanim blagom. Po uničenju hiše med 1. svetovno vojno se je z očetom Francem in materjo Ljudmilo roj. Ličen, ki je bila učiteljica, ter mlajšima sestrama preselil v očetov rojstni kraj Gornji Grad. Tam je oče umrl leta 1917. Po očetovi smrti se je družina preselila v Gotovlje, kjer je mati učila na osnovni šoli. Po končani gimnaziji v Celju leta 1925 je Mikuš študiral romanistiko na Filozofski fakulteti v Ljubljani. Po diplomi leta 1929 se je s štipendijo francoske vlade izpopolnjeval na Institut de Phonétique v Parizu, do leta 1930 in ga zaključil s potrdilom Certificat d’études pratiques de prononciation française. Leta 1932 se je preselil v Srbijo in v Svilanjcu opravljal pripravništvo v tamkajšnji gimnaziji. Leto kasneje se je v Nišu poročil z Marijo Friedländer. Po opravljenem profesorskem izpitu (1935) je poučeval v Ćupriji, Vinkovcih, Virovitici in Sremskih Karlovcih. 1943. je z družino odšel v partizane na osvobojeno ozemlje in postal pisar partizanske občine Slavonska Orahovica. Leta 1945 je poučeval na II. realni gimnaziji v Ljubljani, leta 1946 se je zaposlil na Ekonomski fakulteti v Ljubljani kot lektor in predavatelj francoskega jezika. 1958. leta je doktoriral na univerzi v Zagrebu in bil izvoljen za izrednega profesorja francoskega jezika na Filozofski fakulteti v Zadru (1959), kjer je bil kasneje tudi redni profesor (od 1964) in dekan (1963-64). V letih med 1965 in 1972 je predaval na Université Officielle du Congo á Lubumbashi (Kongo). Po upokojitvi je živel v Ljubljani. Njegova hči je Anica Mikuš Kos.

## Delo
Mikuševo zanimanje za sintagmatski strukturalizem izvira iz časa študija na Inštitutu za fonetiko v Parizu. Njegova prva objava iz področja sintagmatike  je bila knjižica v samozaložbi z naslovom Što je u stvari rečenica? : fragment iz teorije jezika i mišljenja (1945). Nadaljeval je z razpravami, ki jih je za povojni čas nenavadno smelo objavljal v svetovnih jezikoslovnih revijah (Word, Journal de Psychologie, Lingua).  Leta 1952 je pri SAZU izšla njegova razprava A propos de la syntagmatique du professeur A. Belić, v kateri je kritično obravnaval poglede Aleksandra Belića,  vodilnega jugoslovanskega jezikoslovca. Prišlo je do spora med SAZU in Srbsko akademijo znanosti in umetnosti. Mikuševa knjiga je bila umaknjena iz prometa, vendar je bil del naklade že razposlan na tuje akademske ustanove. SAZU se je Aleksandru Beliću opravičila, za Mikuša pa ni bilo več možnosti za znanstveno delo v Sloveniji. Leta 1958 je postal doktor filoloških ved na Univerzi v Zagrebu. Doktoriral je pri prof. Petru Guberini z disertacijo Principi sintagmatike – rasprava o sintagmatsko-strukturalnom jedinstvu čovečjeg govora. Leta 1959 se je na zagrebški univerzi habilitiral za docenta za francoski jezik. V letih 1959-64 je bil izredni profesor francoskega jezika na Filozofski fakulteti v Zadru,  v letih 1962-64 dekan iste fakultete, leta 1964 je bil izvoljen v naziv rednega profesorja. Filozofska fakulteta v Zadru mu priznava zasluge za organizacijo katedre za francoski jezik in književnost in odseka za romanistiko. Zadrska leta so bila zelo plodna, med drugimi je objavil tudi štiri dela v hrvatskem jeziku. V letih 1965-1972 je bil redni profesor za francoski jezik na Université oficielle du Congo, Lubumbashi. Leta 1972 je izdal življenjsko delo Principes de syntagmatique, v katerem je zbral svoje poglede na teorijo sintagme. Razprave o sintagmatiki  je v mednarodnih revijah objavljal še do leta 1979. 
V slovenski jezikoslovni prostor se je Mikuš vrnil s publikacijami  Ade Vidovič-Muha, ki je objavila dve razpravi o Mikušu kot pomembnem evropskem funkcionalističnem strukturalistu.  Njegova neobjavljena dela hrani rokopisni oddelek NUK.

## Izbrana dela
Mikušev znanstveni opus obsega 33 naslovov, pretežno v francoskem jeziku. Najpomembnejša so:
- A propos de la syntagmatique du professeur A. Belić, 1952,
- Jan V. Rozwadowski et le structuralisme syntagmatique : essai de syntagmatique diachronique, avec considérations de linguistique générale, 1955 in 1956,
- En marge du sixième congrès international des linguistes (Paris, 1948), 1957,
- La structure phonétique du français : essai de phonétique quantique appliquée, 1966,
- Principes de syntagmatique, 1972